# Ga Namhansanseong
Ga Namhansanseong là ga đường sắt trên Tàu điện ngầm Seoul tuyến 8.

## Bố trí ga
| Sanseong ↑     |
| \| N/B         |
| ↓ Dandaeogeori |

| Hướng Bắc | ● Tuyến 8 | ← Hướng đi Chợ Garak · Jamsil · Cheonho · Byeollae   |
| Hướng Nam | ● Tuyến 8 | → Hướng đi Dandaeogeori · Sinheung · Sujin · Moran → |

## Vùng lân cận
- Lối thoát 1: Đường đến Namhansanseong, trường tiểu học Sangwon, bệnh viện trung tâm Seongnam, Eunhaeng 2-dong, chợ Eunhaeng, trường tiểu học Jungbu
- Lối thoát 2: Geumgwang 2-dong, chợ Geumgwang, Dandae Jugong APT, Samik APT, trường tiểu học Seongnamdong, bệnh viện chỉnh hình Seongnam Phil, đường đến Đại học Shingu, Hyundai APT
- Lối thoát 3: Dandae-dong, văn phòng Dandae-dong, trường trung học Seongnamseo, Văn phòng thuế quận Seongnam
- Lối thoát 4: Công viên Dandae, bưu điện Dandae-dong, trường tiểu học Dandae, văn phòng đăng ký Seongnam, tòa án và văn phòng công tố Seongnam, Yangji-dong, đường đến Đại học Eulji.